# Бага (крепость)
Бага (укр. Бага, крымскотат. Bağa, Багъа) — развалины укреплённого поселения IX—X века. Расположены в 1 км к северу от села Новобобровка, на склоне горы Таш-Кой. Стены, толщиной 1,5—2 м, сложенные из бута насухо, сохранились местами по периметру горы, внутри укрепления видны остовы зданий, куски черепицы, краснолаковые сосуды, по которым произведена датировка поселения.
Первым из историков о крепости сообщил Василий Христофорович Кондараки в 1868 году, в 1909 году укрепление кратко упомянул Николай Репников, ещё более кратко, в разрезе найденной на поселении керамики, встречается у А. Л. Якобсона. Археологические раскопки на городище не производились и в научной литературе оно не описано.
В ста метрах к северо-западу от исара расположен крупный памятник таврской культуры - комплекс Таврские каменные ящики Таш-Кой.